# ميراليم بيانيتش
ميراليم فخر الدين بيانيتش (بالبوسنية: Miralem Pjanić: مواليد 2 أبريل 1990) هو لاعب كرة قدم بوسني يلعب في مركز الوسط معمنتخب البوسنة والهرسك لكرة القدم.
شارك مع منتخب لوكسمبورغ للناشئين سنة 2007 ولكنه غير قراره فجأة وقرر أنه يرغب في اللعب دوليًا لصالح البوسنة والهرسك.
في عام 2015، تم تصنيفه في المرتبة 55 في قائمة الغارديان بين أفضل 100 لاعب كرة قدم في العالم.

## مسيرته الكروية

### ميتز
بدأ بيانيتش مسيرته الرياضية في نادي تشيفلانغ ثم انتقل إلى نادي ميتز في سنة 2004 وشارك للمرة الأولى مع الفريق الأول في 17 أغسطس 2007 في مواجهة فريق باريس سان جيرمان ضمن بطولة دوري الدرجة الأولى. في 30 نوفمبر 2007 وقع بيانيتش على أول عقد احترافي في مسيرته مع نادي ميتز بحيث يمتد لثلاث سنوات. وقال ميراليم في ذلك اليوم : "جميع الأمور تسير بسرعة عالية. النادي منحني الفرصة في إبراز قدراتي وهذا هو الأمر المهم. إنه أحد الأسباب التي جعلتني أوافق على البقاء في نادي ميتز). وأوضح والده ومدير أعماله في نفس الوقت فخر الدين بأن ابنه إذا انتقل إلى نادي كبير فإنه سوف لن يجد الفرصة سهلة في اللعب بشكل أساسي وربما سيتم الإلقاء به على مقاعد الاحتياط طوال الموسم خصوصا أنه في سن حرجة (17 سنة). أثبت ميراليم بأنه خيار ممتاز للناشئ الموهوب حيث شارك اعتبارا من المرحلة الثالثة من موسم 2007-08 وحتى نهايته وخلال هذه المدة اكتسب الكثير من خبرة اللعب.

### ليون
في 6 يونيو 2008 وقع بيانيتش على عقد مع نادي ليون يمتد لخمس سنوات بعدما اتفق مسئولو نادي ليون مع نظرائهم في نادي ميتز على انتقال ميراليم مقابل 8 ملايين يورو. وقال ميراليم: «أنا سعيد بالانتقال وسعيد جدا إنني انضممت إلى نادي عظيم مثل نادي ليون. لقد قررت الانتقال إلى نادي ليون من أجل الحصول على أكبر كم ممكن من البطولات وأنا لست آسفا على رفض العديد من العروض المغرية من الأندية الأخرى فقد كان الانتقال للعب على ملعب غيرلاند كالحلم. يمتلك نادي ليون لاعبين ممتازين وسينافس على بطولة دوري أبطال أوروبا في الموسم المقبل».

## مسيرته الدولية

### لوكسمبورغ
شارك بيانيتش مع منتخب لوكسمبورغ في نهائيات بطولة كأس الأمم الأوروبية للناشئين تحت 17 سنة بوصفه منظم البطولة. سجل الهدف الوحيد لصالح منتخب لوكسمبورغ في البطولة. وفي مباراة ودية دولية قاد منتخب لوكسمبورغ لتحقيق نتيجة التعادل الإيجابي مع منتخب بلجيكا 5–5 حيث سجل 4 أهداف.

### البوسنة والهرسك
في مقابلة مع صحيفة بوسنية أصر بيانيتش بأنه يفضل اللعب مستقبلا مع منتخب البوسنة والهرسك وفي نهاية الأمر استلم الاتحاد البوسني لكرة القدم هذه الملاحظة وتم استدعائه للمشاركة مع منتخب البوسنة والهرسك للشباب تحت 21 سنة ولكنه لم يشارك في أي مباراة بسبب عدم حصوله على جواز سفر بوسني. طوال 8 أشهر تم وضع بيانيتش تحت مجهر وسائل الإعلام الفرنسي واللوكسمبورغي كان كانا يضغطان عليه من أجل ترك الانضمام إلى صفوف منتخب البوسنة والهرسك والانضمام إلى صفوف منتخبهما. بفضل تدخل رئيس البوسنة والهرسك آنذاك زيليكو كومشيتش حصل بيانيتش على جواز سفر بوسني في بدايات سنة 2008 وبعدها صرح لصحيفة سان البوسنية بأنها أسعد لحظات حياته وشكر جميع من ساعده في الحصول عليه كما أبدى ندمه على عدم المشاركة بجانب نجوم منتخب البوسنة والهرسك سيرغي بارباريز وحسن صالحميدزيتش اللذان اعتزلا سابقا المشاركات الدولية حيث نشأ على مشاهدتهما وهما يلعبان لصالح المنتخب البوسني.

## حياته الشخصية
عندما كان طفلا صغيرا اضطرت عائلته للرحيل عن البوسنة والهرسك بسبب الحرب والانتقال إلى لوكسمبورغ حيث تتكون عائلته من الأب فخر الدين والأم فاطمة والأخ ميرزا والأخت أمينة وجميعهم حاليا يعيشون في لوكسمبورغ.

## الإحصائيات

### النادي
آخر تحديث 7 نوفمبر 2018.
| النادي   | الموسم   | الدوري          | الدوري | الدوري  | الكأس  | الكأس   | كأس الدوري | كأس الدوري | قاري   | قاري    | أخرى   | أخرى    | المجموع | المجموع |
| النادي   | الموسم   | الدرجة          | الظهور | الأهداف | الظهور | الأهداف | الظهور     | الأهداف    | الظهور | الأهداف | الظهور | الأهداف | الظهور  | الأهداف |
| -------- | -------- | --------------- | ------ | ------- | ------ | ------- | ---------- | ---------- | ------ | ------- | ------ | ------- | ------- | ------- |
| ميتز     | 2007–08  | الدوري الفرنسي  | 32     | 4       | 4      | 1       | 2          | 0          | –      | –       | –      | –       | 38      | 5       |
| ليون     | 2008–09  | الدوري الفرنسي  | 20     | 0       | 2      | 0       | 0          | 0          | 1      | 0       | 1      | 0       | 24      | 0       |
| ليون     | 2009–10  | الدوري الفرنسي  | 37     | 6       | 0      | 0       | 2          | 0          | 14     | 5       | –      | –       | 53      | 11      |
| ليون     | 2010–11  | الدوري الفرنسي  | 30     | 3       | 0      | 0       | 1          | 0          | 8      | 1       | –      | –       | 39      | 4       |
| ليون     | 2011–12  | الدوري الفرنسي  | 3      | 1       | 0      | 0       | 0          | 0          | 2      | 0       | –      | –       | 5       | 1       |
| ليون     | المجموع  | المجموع         | 90     | 10      | 2      | 0       | 3          | 0          | 25     | 6       | 1      | 0       | 121     | 16      |
| روما     | 2011–12  | الدوري الإيطالي | 30     | 3       | 1      | 0       | –          | –          | –      | –       | –      | –       | 31      | 3       |
| روما     | 2012–13  | الدوري الإيطالي | 27     | 3       | 2      | 1       | –          | –          | –      | –       | –      | –       | 29      | 4       |
| روما     | 2013–14  | الدوري الإيطالي | 35     | 6       | 3      | 0       | –          | –          | –      | –       | –      | –       | 38      | 6       |
| روما     | 2014–15  | الدوري الإيطالي | 34     | 5       | 2      | 0       | –          | –          | 10     | 0       | –      | –       | 46      | 5       |
| روما     | 2015–16  | الدوري الإيطالي | 33     | 10      | 1      | 0       | –          | –          | 7      | 2       | –      | –       | 41      | 12      |
| روما     | المجموع  | المجموع         | 159    | 27      | 9      | 1       | –          | –          | 17     | 2       | –      | –       | 185     | 30      |
| يوفنتوس  | 2016–17  | الدوري الإيطالي | 30     | 5       | 4      | 2       | –          | –          | 12     | 1       | 1      | 0       | 47      | 8       |
| يوفنتوس  | 2017–18  | الدوري الإيطالي | 31     | 5       | 4      | 1       | –          | –          | 8      | 1       | 1      | 0       | 44      | 7       |
| يوفنتوس  | 2018–19  | الدوري الإيطالي | 10     | 1       | 0      | 0       | –          | –          | 4      | 2       | 0      | 0       | 14      | 3       |
| يوفنتوس  | المجموع  | المجموع         | 71     | 11      | 8      | 3       | –          | –          | 24     | 4       | 2      | 0       | 105     | 18      |
| الإجمالي | الإجمالي | الإجمالي        | 352    | 52      | 23     | 5       | 5          | 0          | 66     | 12      | 3      | 0       | 449     | 69      |

### المنتخب
آخر تحديث 15 أكتوبر 2018.
| المنتخب الوطني  | العام   | الظهور | الأهداف |
| --------------- | ------- | ------ | ------- |
| البوسنة والهرسك | 2008    | 4      | 0       |
| البوسنة والهرسك | 2009    | 9      | 0       |
| البوسنة والهرسك | 2010    | 8      | 3       |
| البوسنة والهرسك | 2011    | 9      | 1       |
| البوسنة والهرسك | 2012    | 8      | 2       |
| البوسنة والهرسك | 2013    | 8      | 2       |
| البوسنة والهرسك | 2014    | 10     | 1       |
| البوسنة والهرسك | 2015    | 9      | 0       |
| البوسنة والهرسك | 2016    | 7      | 3       |
| البوسنة والهرسك | 2017    | 3      | 0       |
| البوسنة والهرسك | 2018    | 8      | 0       |
| المجموع         | المجموع | 83     | 12      |

### الأهداف الدولية
قائمة الأهداف والنتائج الدولية مع منتخب البوسنة والهرسك.
| #   | التاريخ        | المكان                                              | الخصم     | الهدف | النتيجة | المسابقة                                                               |
| --- | -------------- | --------------------------------------------------- | --------- | ----- | ------- | ---------------------------------------------------------------------- |
| 1.  | 3 مارس 2010    | ملعب عاصم فرهادوفيتش هاسا، سراييفو، البوسنة والهرسك | غانا      | 2–1   | 2–1     | ودية                                                                   |
| 2.  | 3 سبتمبر 2010  | ملعب يوسي بارثيل، مدينة لوكسمبورغ، لوكسمبورغ        | لوكسمبورغ | 2–0   | 3–0     | تصفيات بطولة أمم أوروبا 2012                                           |
| 3.  | 17 نوفمبر 2010 | ملعب باسينكي، براتيسلافا، سلوفاكيا                  | سلوفاكيا  | 2–1   | 3–2     | ودية                                                                   |
| 4.  | 7 أكتوبر 2011  | ملعب بيلينو بولي، زينيتسا، البوسنة والهرسك          | لوكسمبورغ | 4–0   | 5–0     | تصفيات بطولة أمم أوروبا 2012                                           |
| 5.  | 11 سبتمبر 2012 | ملعب بيلينو بولي، زينيتسا، البوسنة والهرسك          | لاتفيا    | 2–1   | 4–1     | [[تصفيات كأس العالم 2014 – أوروبا المجموعة ص\|تصفيات كأس العالم 2014]] |
| 6.  | 16 أكتوبر 2012 | ملعب بيلينو بولي، زينيتسا، البوسنة والهرسك          | ليتوانيا  | 3–0   | 3–0     | تصفيات كأس العالم 2014                                                 |
| 7.  | 6 فبراير 2013  | ملعب ستوزيتسه، ليوبليانا، سلوفينيا                  | سلوفينيا  | 2–0   | 3–0     | ودية                                                                   |
| 8.  | 7 يونيو 2013   | ملعب سكونتو، ريغا، لاتفيا                           | لاتفيا    | 4–0   | 5–0     | تصفيات كأس العالم 2014                                                 |
| 9.  | 25 يونيو 2014  | أرينا فونتي نوفا، سالفادور، البرازيل                | إيران     | 2–0   | 3–1     | كأس العالم 2014                                                        |
| 10. | 25 مارس 2016   | ملعب يوسي بارثيل، مدينة لوكسمبورغ، لوكسمبورغ        | لوكسمبورغ | 3–0   | 3–0     | ودية                                                                   |
| 11. | 29 مارس 2016   | ملعب ليتزيغروند، زيورخ، سويسرا                      | سويسرا    | 2–0   | 2–0     | ودية                                                                   |
| 12. | 13 نوفمبر 2016 | ملعب كارايسكاكيس، بيرايوس، اليونان                  | اليونان   | 1–0   | 1–1     | تصفيات كأس العالم 2018                                                 |

## الإنجازات

### مع الأندية
يوفنتوس
- الدوري الإيطالي (4): 2016–17، 2017–18، 2018–19، 2019–20
- كأس إيطاليا (2): 2016–17، 2017–18
- كأس السوبر الإيطالي (1): 2018

 برشلونة
- كأس ملك إسبانيا (1): 2020–21
- 🇦🇪الشارقة
- كأس رئيس الدولة 2022-23

### الفردية
الجوائز
- تشكيلة الموسم في الدوري الإيطالي (2): 2015–16،[10] 2016–17[11]
- تشكيلة دوري أبطال أوروبا (1): 2016–17[12]

الأداء
- أفضل مُمرّر في الدوري الإيطالي (2): 2014–15،[13] 2015–16[14]

## وصلات خارجية
- ميراليم بيانيتش على موقع الاتحاد الدولي (مؤرشف)  (الإنجليزية)
- ميراليم بيانيتش على موقع الاتحاد الأوربي (الإنجليزية)
- ميراليم بيانيتش على موقع رابطة كرة القدم الفرنسية للمحترفين (الإنجليزية)
- ميراليم بيانيتش على موقع إي إس بي إن إف سي (الإنجليزية)
- ميراليم بيانيتش على موقع قاعدة بيانات كرة القدم.إي يو (الإنجليزية)
- ميراليم بيانيتش على موقع بيانات كرة القدم. دي إي (الألمانية)
- ميراليم بيانيتش على موقع ليكيب (الفرنسية)
- ميراليم بيانيتش على موقع ناشيونال فوتبول تيمز (الإنجليزية)
- ميراليم بيانيتش على موقع Soccerbase.com (لاعب) (الإنجليزية)
- ميراليم بيانيتش على موقع Soccerway.com (الإنجليزية)